# Reial Fàbrica de Tapissos de Santa Bàrbara

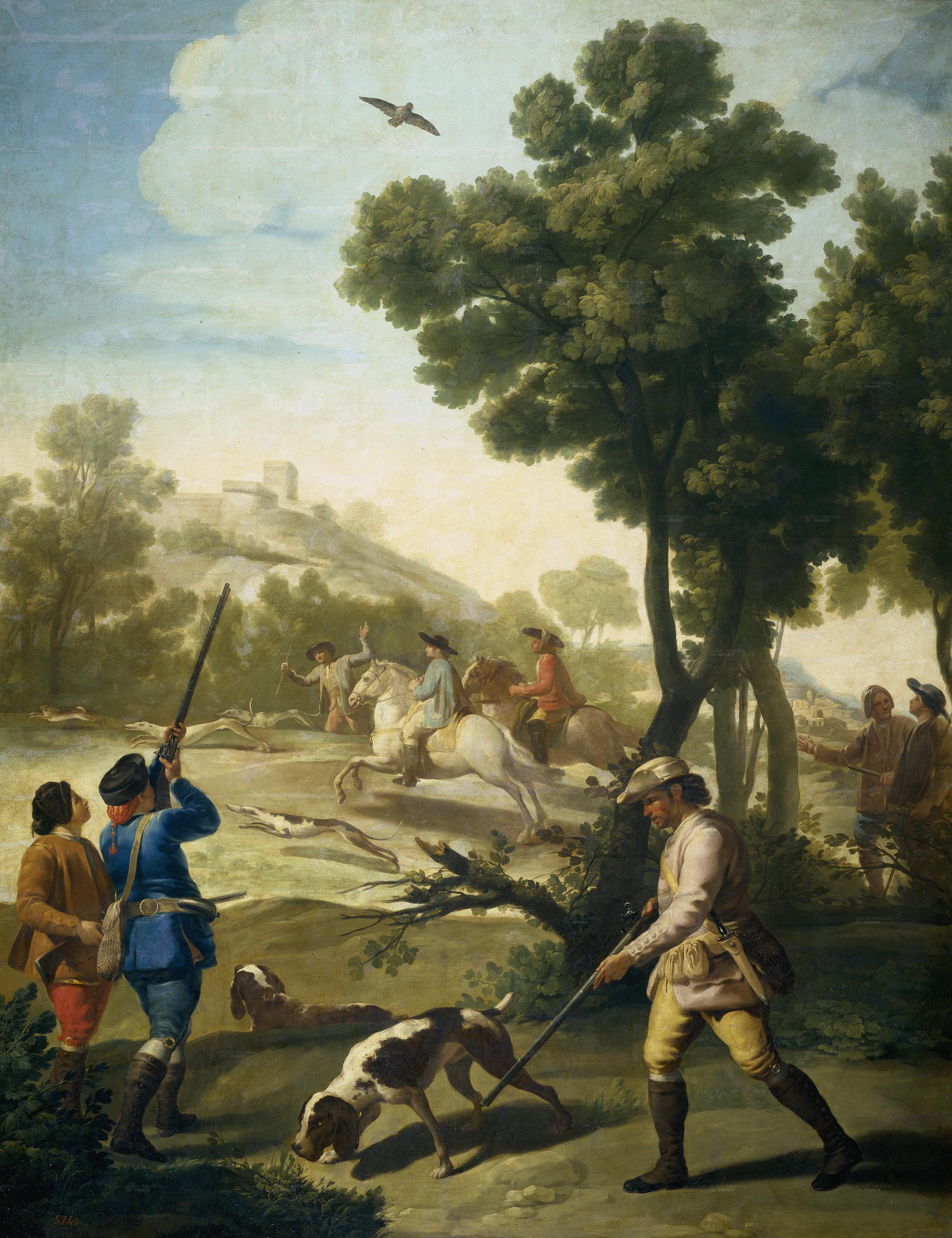
La caça de la guatlla, un dels cartrons que Goya entregà a la Real Fábrica el 1775, quan subministrava models que després eren transformats en tapissos

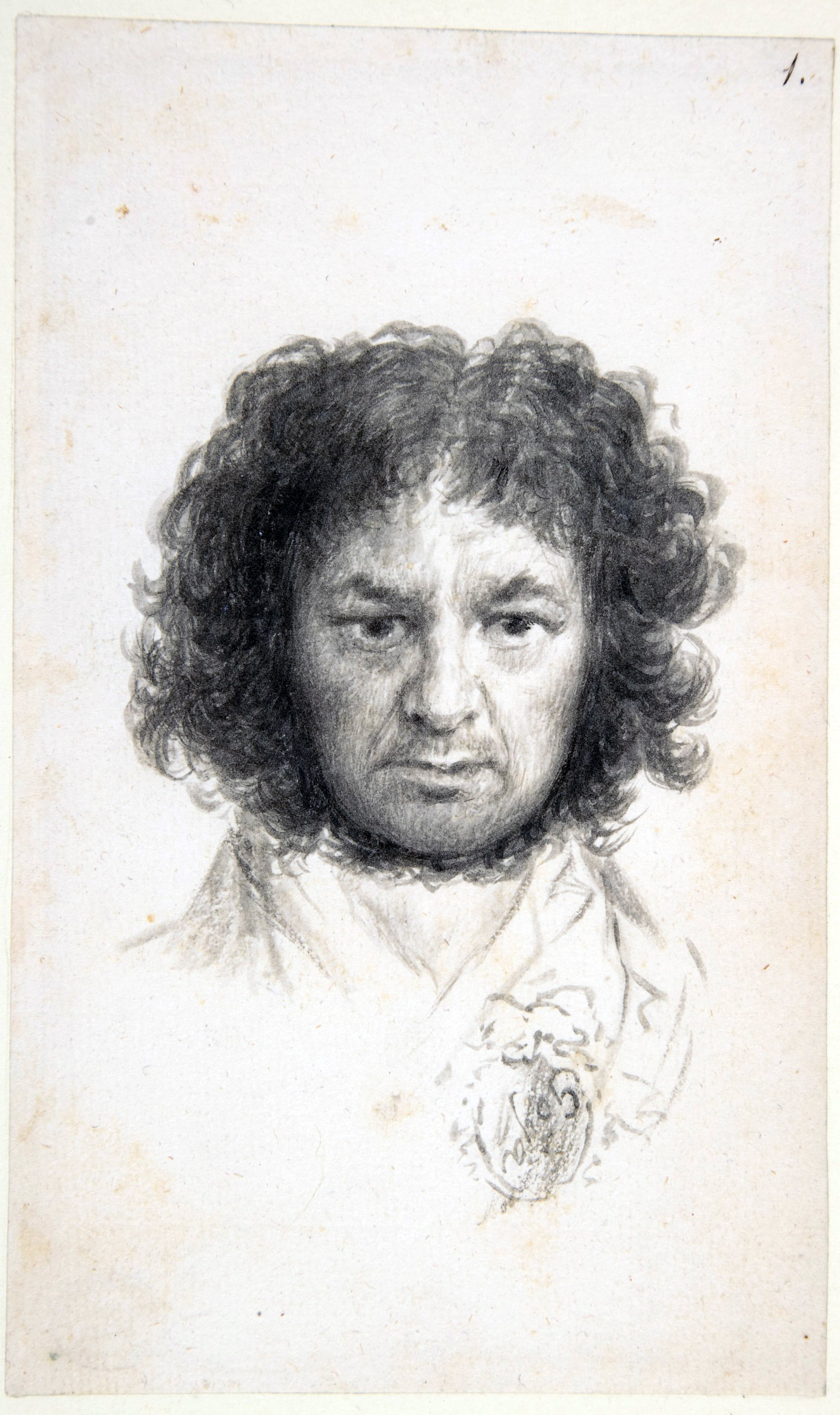
Francisco de Goya y Lucientes

La Reial Fàbrica de Tapissos de santa Bàrbara és una de les manufactures reials per a la fabricació d'objectes de luxe creades per la política mercantilista de la Il·lustració espanyola. Va ser fundada l'any 1720 per Felip V, a imitació dels tallers reials francesos que seguien el model de Colbert, a conseqüència de la interrupció de la importació de tapissos flamencs després del tractat d'Utrecht, que proveïen les peces destinades a les dependències reials.
En els seus inicis va ser dirigida per Jacob Vandergoten i la seva família, que provenien d'Anvers. Es va fer instal·lar en una finca als afores de Madrid, al costat de la Porta de Santa Bàrbara, de la qual la Reial Fàbrica pren el seu nom. Es van instal·lar telers de baix lliç i els tapissos es realitzaven a partir de models realitzats per pintors de la cort. En els primers temps es van seguir els models flamencs de l'Escola de David Teniers el Jove i Philips Wouwermans. El 1734, el seu fill Jaume Vandergoten el Jove, inaugurà una altra fàbrica que treballa el «alt lliç», més modern.
No obstant això, la seva veritable importància comença el 1746, durant el regnat de Ferran VI, amb la unificació de les dues manufactures i el decisiu mecenatge reial. Es van renovar els estils dels cartrons, es prioritzà la pintura italiana d'artistes com Jacopo Amiconi, Corrado Giaquinto o francesos, entre els quals destaquen Louis-Michel van Loo i Michel-Ange Houasse, amb la col·laboració d'Andrés de la Calleja i Antonio González Ruiz. També es renovaren els temes, que abasten una varietat més gran, amb motius mitològics i un costumisme pintoresc, que responien a la finalitat decorativa d'aquests tipus de manufactures. En destaquen les sèries històriques.
Durant el regnat de Carles III d'Espanya, i sota la direcció d'Anton Raphael Mengs, la fabricació de tapissos experimenta la seva època més brillant. Aquest artista bohemi, nomenat des que va arribar a Espanya Primer Pintor de Cambra del Rei, introduí un concepte neoclàssic a la composició no exempt del pintoresquisme de moda, que s'aplica a temes de costums, escenes, tipus i paisatges espanyols, producte de la influència de la Il·lustració, que impulsava un millor coneixement de la realitat del país. Tingué l'ajuda de l'arquitecte Francesco Sabatini en la tasca de la direcció de la Reial Fàbrica i posteriorment, i en les seves absències, de Francisco Bayeu, que seria nomenat director després Mengs, i de Mariano Salvador Maella. Es contractà a joves artistes espanyols, com José del Castillo, Andrés Ginés de Aguirre, Antonio Barbazza, Mariano Nani, Zacaries González Velázquez, José Camarón Meliá i Ramón Bayeu. Però per sobre de tots, destacà el talent de Francisco de Goya des que va arribar el 1775 com a pintor de cartrons, fins al 1792, en què una malaltia greu, que el va fer tornar sord, el va allunyar definitivament d'aquest tipus de feina. Va ser Goya qui conjugà els estils de les escoles anteriors i en creà un de propi, que d'ara endavant caracteritzarà la producció de la Reial Fàbrica fins al seu declivi després del regnat de Carles IV i la Guerra del Francès.
La Reial Fàbrica de Tapissos continua la seva activitat en l'actualitat sota la figura d'una fundació que continua amb la tradició de la producció artesanal de tapissos i catifes amb l'objecte de mantenir viva aquesta tradició cultural i els oficis artesans que li són propis, que estan en vies de desaparició. Així mateix, la fundació té l'objectiu de conservar i divulgar els tresors artístics històrics i mantenir la tasca de reproduir els dissenys d'autors contemporanis, com ja va fer al segle xx amb obres de Josep Maria Sert, Manuel Viola, Picasso o Salvador Dalí, entre altres pintors de reconegut prestigi.